# Cathédrale Saint-Alexandre-Nevski d'Ijevsk
Pour les articles homonymes, voir Cathédrale Saint-Alexandre-Nevski.
La cathédrale Saint-Alexandre-Nevski (russe : Александро-Невский собор) est une cathédrale orthodoxe située à Ijevsk en république d'Oudmourtie (Russie).

## Histoire
Ijevsk est ravagé par un incendie en 1810 qui détruit l'église dédiée à saint Élie. L'architecte des usines d'armement, S. E. Doudine, présente l'année suivante un projet de construction pour une nouvelle église, mais ce projet monumental est rejeté et les autorités recommandent de s'inspirer de l'église Saint-André à Cronstadt. Doudine révise ses plans et l'on procède à la construction qui s'achève en 1823. Elle est consacrée à saint Alexandre Nevski et l'empereur Alexandre en visite officielle en ville s'y rend en 1824.
La section de jeunesse de la Société des Sans-Dieu (Общество Безбожников) demande sa fermeture en 1929. Le clocher est détruit et l'église transformée en club de jeunesse, puis en théâtre en 1932. La coupole est démolie en 1937, mais l'édifice est tout de même inscrit au patrimoine architectural de catégorie No 1.
L'église est rendue à la communauté des fidèles en 1990 et des travaux de restauration ont lieu jusqu'en 1993. Elle devient cathédrale du diocèse orthodoxe en 1994.
La cathédrale est un exemple heureux du classicisme russe, dans le style pétersbourgeois. Elle est de plan rectangulaire. La nef centrale est divisée sur ses côtés par deux colonnades d'ordre ionique et les deux entrées de l'église d'hiver s'ouvrent sous un portique avec fronton à la grecque. Les bâtiments sont couronnés chacun par une coupole hémisphérique. Le campanile est surmonté d'une flèche.

## Sources
- (ru) Cet article est partiellement ou en totalité issu de l’article de Wikipédia en russe intitulé « Собор Александра Невского (Ижевск) » (voir la liste des auteurs).